# Xinyang
|  | No s'ha de confondre amb Xianyang, Xiangyang, Xingyang, o Xinxiang. |

Xinyang (xinès simplificat: 信阳; xinès tradicional: 信陽; pinyin: Xìnyáng; postal: Sinyang) és una ciutat a nivell de prefectura al sud-est de la província de Henan, a la República Popular de la Xina. La seva població total era de 6.234.401 habitants segons el cens de 2020. Segons dades del 2018, 1.416.800 d'ells vivien a l'àrea urbanitzada (o metropolitana) formada per dos districtes urbans, Pingqiao i Shihe.

## Geografia
La ciutat-prefectura de Xinyang té una superfície total de 18.819 quilòmetres quadrats. La ciutat es troba a la part més meridional de la província de Henan, a la riba sud del riu Huai i al mig de les muntanyes Dabie. Limita amb les ciutats de Zhumadian al nord i Nanyang al nord-oest, i les províncies d'Anhui i Hubei a l'est i al sud respectivament. La regió on es troba Xinyang es considera una zona subtropical i el terreny muntanyós de Dabie es troba principalment al nord, sud i est de la ciutat.

## Administració
La ciutat de Xinyang administra 2 districtes i 8 comtats.

### Districtes
- Districte de Shihe
- Districte de Pingqiao

### Comtats
- Comtat de Huangchuan
- Comtat de Huaibin
- Comtat de Xi
- Comtat de Xin
- Comtat de Shangcheng
- Comtat de Gushi
- Comtat de Luoshan
- Comtat de Guangshan

## Clima
| Temperatures i precipitacions mitjanes de Xinyang                 | Temperatures i precipitacions mitjanes de Xinyang | Temperatures i precipitacions mitjanes de Xinyang | Temperatures i precipitacions mitjanes de Xinyang | Temperatures i precipitacions mitjanes de Xinyang | Temperatures i precipitacions mitjanes de Xinyang | Temperatures i precipitacions mitjanes de Xinyang | Temperatures i precipitacions mitjanes de Xinyang | Temperatures i precipitacions mitjanes de Xinyang | Temperatures i precipitacions mitjanes de Xinyang | Temperatures i precipitacions mitjanes de Xinyang | Temperatures i precipitacions mitjanes de Xinyang | Temperatures i precipitacions mitjanes de Xinyang | Temperatures i precipitacions mitjanes de Xinyang |
| Mes                                                               | Gen                                               | Feb                                               | Mar                                               | Abr                                               | Mai                                               | Jun                                               | Jul                                               | Ago                                               | Set                                               | Oct                                               | Nov                                               | Des                                               | Any                                               |
| ----------------------------------------------------------------- | ------------------------------------------------- | ------------------------------------------------- | ------------------------------------------------- | ------------------------------------------------- | ------------------------------------------------- | ------------------------------------------------- | ------------------------------------------------- | ------------------------------------------------- | ------------------------------------------------- | ------------------------------------------------- | ------------------------------------------------- | ------------------------------------------------- | ------------------------------------------------- |
| Mitjana més altes °C (°F)                                         | 6.8 (44)                                          | 9.0 (48)                                          | 13.9 (57)                                         | 21.4 (71)                                         | 25.9 (79)                                         | 29.5 (85)                                         | 31.6 (89)                                         | 30.9 (88)                                         | 26.6 (80)                                         | 21.6 (71)                                         | 15.4 (60)                                         | 9.5 (49)                                          |                                                   |
| Mitjana diària °C (°F)                                            | 2.2 (36)                                          | 4.3 (40)                                          | 9.0 (48)                                          | 16.1 (61)                                         | 20.9 (70)                                         | 24.8 (77)                                         | 27.4 (81)                                         | 26.4 (80)                                         | 21.6 (71)                                         | 16.2 (61)                                         | 10.1 (50)                                         | 4.6 (40)                                          | 15,3 (60)                                         |
| Mitjana més baixes °C (°F)                                        | -1.3 (30)                                         | 0.6 (33)                                          | 5.0 (41)                                          | 11.6 (53)                                         | 16.5 (62)                                         | 20.7 (69)                                         | 23.9 (75)                                         | 23.0 (73)                                         | 17.8 (64)                                         | 12.0 (54)                                         | 5.9 (43)                                          | 0.8 (33)                                          |                                                   |
| Precipitació mm (inches)                                          | 29.2 (1.15)                                       | 42.4 (1.67)                                       | 69.4 (2.73)                                       | 80.0 (3.15)                                       | 126.0 (4.96)                                      | 154.0 (6.06)                                      | 183.9 (7.24)                                      | 159.5 (6.28)                                      | 107.8 (4.24)                                      | 81.2 (3.2)                                        | 50.9 (2)                                          | 21.4 (0.84)                                       | 1.105,7 (43,53)                                   |
| Font: China National Meteorological Information Center 2009-06-17 |                                                   |                                                   |                                                   |                                                   |                                                   |                                                   |                                                   |                                                   |                                                   |                                                   |                                                   |                                                   |                                                   |